# Pejagoan (plaats)
Pejagoan is een bestuurslaag in het regentschap Kebumen van de provincie Midden-Java, Indonesië. Pejagoan telt 5317 inwoners (volkstelling 2010).